# Joachim Hill
Joachim Hill (* 12. Dezember 1953 in Trier) ist ein deutscher Geograph und war Professor für Fernerkundung an der Universität Trier.

## Leben
Hill studierte von 1975 bis 1981 Geographie und Geschichte für das Lehramt  und machte neben dem 1. Staatsexamen einen Magister-Abschluss. Nach dem 2. Staatsexamen erhielt er ein Promotionsstipendium der Europäischen Union und arbeitete ab 1987 als Wissenschaftlicher Bediensteter an der Gemeinsamen Forschungsstelle der EU in Ispra, Italien. Dort war er am Institut für Anwendungen der Fernerkundung. Im März 1994 folgte seine Berufung auf den Lehrstuhl für Fernerkundung an die Universität Trier.
Hills Arbeitsgruppe arbeitet an der Forschung und Optimierung der Landnutzung im Okavangodelta im Rahmen des TFO Projektes.

## Publikationen (Auswahl)
- H. Buddenbaum, S. Seeling & J. Hill (2013): Fusion of full waveform LiDAR and imaging spectroscopy remote sensing data for the characterization of forest stands. International Journal of Remote Sensing, 34 (13): 4511–4524.
- Stellmes, M., Röder, A., Udelhoven, T. & Hill, J. (2013): Mapping syndromes of land change in Spain with remote sensing time series, demographic and climatic data. Land Use Policy, 30, 685–702. doi:10.1016/j.landusepol.2012.05.007
- Pueschel, P., H. Buddenbaum & J. Hill (2012): An efficient approach to standardizing the processing of hemispherical images for the estimation of forest structural attributes. Agricultural and Forest Meteorology, 160: 1–13.